# プリマート
株式会社プリマートは、千葉県に本社を置き、同県東葛地区を地盤としてスーパーマーケットチェーンを展開していた企業である。1967年（昭和42年）9月11日設立。1978年（昭和53年）1月に株式会社マルエツに吸収合併された。
また、子会社のプリマート沖縄（プリマートおきなわ）は、沖縄県内で小型スーパーをチェーン展開し、イオングループへの合併を経て、後にイオン琉球となった。本項ではプリマート沖縄についても述べる。

## 概要
1967年（昭和42年）9月11日に資本金4000万円で「いちかわ」として設立され、3店舗のスーパーマーケットチェーンとして創業し、設立と同年中に2店舗を開業した。
株式会社プリマートは、1971年（昭和46年）時点では千葉県市川市下貝塚1に本社を置き、マルエツとの合併時点では習志野市に本社を置いて34店舗を展開していた。
1970年（昭和45年）11月に資本金を8,000万円へ増資し、同年12月に 同じ千葉県東葛地区を地盤として展開していたスーパーマーケットチェーン「八千代デパート」を吸収合併して5店舗を加えた。翌1971年（昭和46年）度には売上高約48億円を上げ13店舗となった。
1973年（昭和48年）1月に長崎屋と業務提携し、同年3月に同社と折半出資で「サンドール」を設立して共同で食品スーパーの展開も進めた。
1977年（昭和52年）9月にマルエツとの合併に合意。翌1978年（昭和53年）1月に「株式会社マルエツ」に吸収合併され、その歴史に終止符を打つこととなった。合併時点での店舗数は34店舗を展開しており、合併後に小型店・不採算店は閉鎖されたものの、マルエツの千葉県での店舗展開の足掛かりとなった。

### プリマート沖縄
株式会社プリマートが沖縄県で小型スーパーマーケットの集中出店をするため、1975年（昭和50年）3月1日に「プリマート沖縄」を設立した。
プリマート本社がマルエツに買収され消滅した後、1978年（昭和54年）9月に「プリマート沖縄」は「（2代目）プリマート」に社名変更した。
その後「（2代目）プリマート」は、1997年（平成9年）2月20日期末時点で直営店49店とフランチャイズ店36店を展開した。
1999年（平成11年）8月21日付で「（2代目）プリマート」は「沖縄ジャスコ」と合併し「琉球ジャスコ株式会社」に社名変更、「プリマート」の法人名は消滅。後にイオン琉球となった。

## 沿革
- 1967年（昭和42年）
  - 9月11日 - 資本金4000万円で「いちかわ」として設立[1]。
- 1970年（昭和42年）
  - 11月 - 資本金を8000万円へ増資[6]。
  - 12月 - 八千代デパートを吸収合併[6]。
- 1973年（昭和48年）
  - 1月 - 長崎屋と業務提携[14]。
  - 3月 - 長崎屋と折半出資で「サンドール」を設立[6]。
- 1975年（昭和50年）
  - 3月1日 - プリマート沖縄を設立[12]。
- 1976年（昭和51年）
  - 1月 - 船橋市に流通センターを開設[16]。
- 1978年（昭和53年）
  - 1月15日[17] - 「株式会社マルエツ」に吸収合併[4][7][8]。
  - 9月 - 「プリマート沖縄」が「（2代目）プリマート」に社名を変更[13]。
- 1999年（平成11年）
  - 8月21日 - 「（2代目）プリマート」が「沖縄ジャスコ」と合併して「琉球ジャスコ（株）」に社名を変更[11]。

## かつて存在したプライベートブランド
- プリエース - 醤油やマーガリンなど約20品目のプライベートブランドであった[18]。

## かつて存在した店舗

### 千葉県

#### 市川市
- 菅野店（市川市東菅野1-18-1[19]、1960年（昭和35年）11月11日開店[19]）

店舗面積650m2。
- みなみ店（市川市新田4-11-3[20][21]、1967年（昭和42年）2月3日開店[20][21][22]）

店舗面積450m2。
- 曽谷店（市川市貝塚23-1[20][19]、1967年（昭和42年）11月17日開店[20][19]）

店舗面積450m2 → 600m2。
- 本陣店（市川市市川1-23-24[20][21]、1967年（昭和42年）12月15日開店[20][21]）

店舗面積650m2。
- 鬼高店（市川市鬼高3-13-2[2]、1976年（昭和51年）7月開店[2] - ?閉店）

店舗面積446m2。
- 南八幡店（市川市大和田4-1-1[2]、1973年（昭和48年）7月開店[2] - ?閉店）

店舗面積709m2。
市川市大和田1-9-7にマルエツ市川大和田店があったが、当社の店舗ではなかった。
- 若宮店（市川市若宮3-1-1[2]、1972年（昭和47年）4月開店[2] - ?閉店）

店舗面積381m2。
- 八方橋店（市川市北方町2-8-15[20][21]、1969年（昭和44年）6月1日開店[20][21] - 1979年（昭和54年）閉店[24]）

店舗面積300m2。

#### 船橋市
- 二和向台店（船橋市三咲町381-4[2]、1972年（昭和47年）12月開店[2]）

店舗面積984m2。
- 高根木戸店（船橋市西習志野2-2[6]、1976年（昭和51年）10月開店[6] - 1979年（昭和54年）閉店[24]）

店舗面積338m2。
- 夏見店（船橋市夏見町2-195[25][21]、1968年（昭和43年）11月1日開店[25][21][26]）

店舗面積450m2。
- 夏見台店（船橋市夏見台1-9[2]、1974年（昭和49年）12月開店[2] - ?閉店）

店舗面積450m2 → 店舗面積703m2。

#### 習志野市
- 東習志野店（船橋市習志野町5-2070[2]、1975年（昭和50年）12月開店[2] - ?閉店）

店舗面積1,450m2。
隣接地には習志野物流センターがあったが、1996年（平成8年）10月1日にダイエーロジスティックスシステムズに業務委託して 休止状態となり、2000年（平成12年）1月17日に解体して跡地を民間都市開発推進機構に売却することになった。
- 袖ヶ浦店（習志野市津田沼6-1529-81[6]、1976年（昭和51年）9月開店[6] - ?閉店）

店舗面積1,354m2。
2000年（平成12年）10月19日にマルエツ津田沼南店が開店（同じ敷地）。
- グランドプリマート大久保店[30] → 大久保駅前店[2]（習志野市大久保1-11-20[2][30]、1973年（昭和48年）12月20日開店[30] - ?閉店）

敷地面積約7,524m2、鉄骨モルタル造一部鉄筋コンクリート造地下1階地上2階建て、延べ床面積約6,052m2、店舗面積約2,805m2（直営店舗面積約1,490m2）、駐車台数約150台。
- 大久保日大前店（習志野市大久保3-20-7[2]、1970年（昭和45年）12月開店[2] - ?閉店）

店舗面積547m2。
- サンドール津田沼（習志野市津田沼1-1919[6]、1976年（昭和51年）12月開店[6]）

店舗面積708m2。

#### 千葉市
- 西千葉店（稲毛区轟町1-21-1[2]、1972年（昭和47年）11月開店[2] - 2006年（平成18年）8月29日閉店[28]）

店舗面積774m2。
- 都町店（中央区都町232[2]、1976年（昭和51年）6月開店[2] - ?閉店）

店舗面積490m2。
- 都賀店（若葉区都賀3-24-4[6]、1977年（昭和52年）7月開店[6] - ?閉店）

店舗面積1,403m2。
1998年（平成10年）8月1日に新都賀店が開店した。
- 海浜ニュータウン店[32] → 高浜店（美浜区高浜2-3-14[2]、1974年（昭和49年）5月17日開店[32][33]）

2階建て、延べ床面積約990m2、店舗面積660m2。

#### 松戸市
- （初代）松戸店（松戸市根本63[21]、1965年（昭和40年）5月13日開店[21] - 1979年（昭和54年）閉店[24]）

店舗面積270m2。
- 矢切店（松戸市中矢切628[34]、1970年（昭和45年）12月1日開店[34] - ?閉店）

店舗面積825m2。
約1km南の北総開発鉄道矢切駅前に 2000年（平成12年）3月2日に「矢切駅前店」（松戸市栗山19-1）を出店した。
- （2代目）松戸店[37] → 古ヶ崎店[2]（松戸市古ケ崎水神前92[2]、1970年（昭和45年）10月14日開店[37] - ?閉店）

店舗面積852m2 → 店舗面積977m2。
- 小金原店（松戸市小金原7-18-3[6]、1977年（昭和52年）6月開店[6][39]）

2階建て、店舗面積1.227m2。
- 栄町店（松戸市栄町6-384-6[2]、1975年（昭和50年）11月開店[2]）

店舗面積1,268m2。
- 高塚店（松戸市高塚新田字木戸前165-1[23]、1977年（昭和52年）3月開店[6]）

店舗面積1,438m2。
- 上本郷店（松戸市仲井町2-57-1[6]、1977年（昭和52年）6月開店[6]）

店舗面積1,373m2。

#### 柏市
- 豊四季店（柏市旭町7-1-3[6]、1977年（昭和52年）2月開店[6] - ?閉店）

延べ床面積約1,770m2、店舗面積1,223m2。
豊四季野口ビル。
- サンドール柏（柏市柏1-3-1[6][41]、1973年（昭和48年）5月開店[6]）

店舗面積800m2。

#### 鎌ケ谷市
- 鎌ケ谷店（東葛飾郡鎌ケ谷町道野辺963-1[42]（現・鎌ケ谷市）、1970年（昭和45年）12月1日開店[42] - ?閉店）

店舗面積500m2。
- 馬込沢店（鎌ケ谷市東道野辺7-19-16[43]、1972年（昭和47年）12月20日開店[44] - ?閉店）

敷地面積約2,337m2、鉄骨モルタル造地上2階建て、延べ床面積約2,346m2、店舗面積約1,782m2（直営店舗面積約1,177m2）、駐車台数約130台。
2層式の店舗で駐車場にも入り難いなどの問題があり、競合店が増えた影響で売上が約7億円に落ち込んだことから、建て替えのために閉店。
旧店舗跡地で建て替えを行い、2003年（平成15年）7月4日に（2代目）マルエツ馬込沢店が開店した。
- 鎌ヶ谷大仏店（鎌ケ谷市初富字当新田744-847[2]、1976年（昭和51年）7月開店[2]）

店舗面積1,394m2。

#### 流山市
- 江戸川台店（流山市江戸川台西1-24-1[2]、1975年（昭和50年）10月25日開店[46] - 2006年（平成18年）1月8日閉店[47]）

地上2階建て、店舗面積1,389m2。
近隣にある東武ストアや主婦の店いずみなどのスーパーと競合していた。
- みやぞの店（流山市宮園1-9[6]、1977年（昭和52年）5月開店[6]）

店舗面積745m2。

#### 佐倉市
- 大和田店（八千代市大和田139-10[42]、1970年（昭和45年）12月1日開店[42] - ?閉店）

店舗面積500m2。
マルエツ八千代大和田店となった。
- 佐倉店（佐倉市新町44[49]、1970年（昭和45年）10月31日開店[49][37] - 1979年（昭和54年）閉店[24]）

店舗面積825m2。
佐倉郵便局や佐倉消防署（旧佐倉電報電話局舎）、小堀呉服店などの跡に出店した。
後にマルエツとなり、マルエツ閉店後はスーパーマーケット乃ぐちや佐倉店が営業していた が後に閉店。
建物は解体され跡地にローソン佐倉新町店が開店している。
- 志津店（佐倉市上志津1815[49][2][23]、1971年（昭和46年）9月2日開店[49] - ?閉店）

店舗面積846m2。
1992年（平成4年）11月20日にマルエツ新志津店を開店。

#### 四街道市
- 四街道店（四街道市緑ヶ丘396-3[2]、1972年（昭和47年）3月28日開店[53] - ?閉店）

敷地面積約2,337m2、鉄骨鉄筋コンクリート造地上1階建て、延べ床面積約1,860m2、店舗面積約1,772m2（直営店舗面積約1,022m2）、駐車台数約35台。

#### 成田市
- 成田店（成田市成田857-1[54]、1974年（昭和49年）7月6日開店[54]）

店舗面積1,320m2。
旧ゴールドレーン跡に出店した。

#### 佐原市
- 佐原店（佐原市佐原駅北部区画整理仮換地3-1[23]（現・香取市））

店舗面積1,301m2。

#### 茂原市
- 茂原店（茂原市高師703[2]、1970年（昭和45年）12月開店[2]）

店舗面積1,395m2。

### 東京都
- サンドール立石（葛飾区立石7-10-7[6]、1977年（昭和52年）3月開店[6]）

店舗面積785m2。
- 篠崎店（江戸川区下篠崎町2246[55]、1969年（昭和44年）11月7日開店[56]）

店舗面積400m2。

### 栃木県
- サンドール小山（小山市中央町3-3-22[6]、1973年（昭和48年）9月開店[6]）

店舗面積797m2。

## かつて存在した事業所
- 鮮魚干物加工センター（千葉県船橋市[57]）

敷地面積約1,485m2、延べ床面積約825m2。
- 鮮魚生加工センター（千葉県船橋市[57]、1975年（昭和50年）9月開設[57]）

敷地面積約990m2、延べ床面積約495m2。
- 青果加工センター（千葉県千葉市[57]、1975年（昭和50年）9月開設[57]）

敷地面積約231m2、延べ床面積約330m2。
- 佐倉商品配送センター（佐倉市生谷大林1515-9[41]）

## 「プリマート沖縄→（2代目）プリマート」がかつて運営していた店舗
1997年（平成9年）2月20日期末時点で、沖縄県内で直営店49店のほか、フランチャイズ店36店を展開していた。
- 牧港店[15]（浦添市牧港1-26-10[58]、1975年（昭和50年）5月開店[59]）

店舗面積323m2。
- 宮城店[15]（浦添市宮城175[58]、1975年（昭和50年）6月開店[15] - 2001年（平成13年）9月30日閉店[60]）

店舗面積400m2。
- 安謝店[15]（那覇市安謝186[58]、1977年（昭和52年）6月開店[15] - 2001年（平成13年）1月17日閉店[61]）

店舗面積390m2。
- 三原店[15]（那覇市三原1-4-30[58]、1978年（昭和53年）8月開店[15]）

店舗面積568m2。
- 一日橋店[15]（島尻郡南風原町兼城530[58]、1979年（昭和54年）9月30日開店[15]）

店舗面積4,950m2。
- 古波蔵店[15]（那覇市古波蔵40[58]、1980年（昭和55年）8月開店[15]）

店舗面積444m2。
- 与那原店[15]（島尻郡与那原町字与那原379[58]、1982年（昭和57年）6月開店[15]）

店舗面積281m2。
- 糸満店[15]（糸満市糸満967[58]、1983年（昭和58年）7月開店[15]）

店舗面積494m2。
- 与勝店（中頭郡勝連町字平安名1661[58]（現・うるま市）、1983年（昭和58年）12月開店[15] - 2000年（平成12年）3月10日閉店[61]）

店舗面積1,866m2。
- 坂田店（中頭郡西原町字翁長坂田升531-2[58]、1984年（昭和59年）12月18日開店[15] - 2022年（令和4年）9月15日閉店）

店舗面積2,932m2。
- ユタカ店[15]（豊見城市宜保292[15]、1985年（昭和60年）2月7日開店[15] - 2002年（平成14年）1月3日閉店[62]）

店舗面積2,762m2。
- 糸満北店[15]（糸満市兼城370[58]、1985年（昭和60年）6月開店[15]）

店舗面積1,302m2。
- 津嘉山店[15]（那覇市仲井真379-2[15]、1986年（昭和61年）3月開店[15] - 2002年（平成14年）7月20日閉店[63]）

店舗面積703m2。
- 二中前店[15]（那覇市泉崎2-1-5[15]、1986年（昭和61年）7月開店[15]）

店舗面積382m2。
- 安慶名店[15]（具志川市みどり町5-2-6[15]（現・うるま市）、1986年（昭和61年）12月開店[15] - 2001年（平成13年）3月20日閉店[60]）

店舗面積797m2。
- 泡瀬店[15]（沖縄市泡瀬1420-4[15]、1987年（昭和62年）10月8日開店[15]）

店舗面積1,730m2。
- 大川店[15]（石垣市大川204[15]、1988年（昭和63年）3月開店[15]）

店舗面積3,112m2。
- 兼城店×（島尻郡南風原町字兼城717[15]、1988年（昭和63年）6月開店[15] - 2001年（平成13年）2月28日閉店[60]）

店舗面積380m2。
- 屋慶名店（中頭郡与那城村屋慶名1212-7[15]（現・うるま市）、1988年（昭和63年）6月開店[15]）

店舗面積360m2。
- 胡屋店[15]（沖縄市上地296[15]、1988年（昭和63年）9月開店[15]）

店舗面積633m2。
- 比謝店（中頭郡読谷村比謝599-4[15]、1989年（平成元年）8月開店[15] - 2001年（平成13年）3月20日閉店[60]）

店舗面積741m2。
- 新川店（石垣市新栄町75[15]、1989年（平成元年）8月開店[15]）

店舗面積741m2。
- 小禄赤嶺店（那覇市赤嶺254-1[15]、1989年（平成元年）12月開店[15] - 2003年（平成15年）2月20日閉店[63]）

店舗面積423m2。
- 金武店（国頭郡金武町金武川田原7906-2[15]、1990年（平成2年）7月27日開店[15]）

店舗面積576m2。
- 佐敷店（島尻郡佐敷町字津波古1006[15]（現・南城市）、1991年（平成3年）10月開店[15] - 2002年（平成14年）9月20日閉店[63]）

店舗面積1,300m2。
- 松山店（那覇市[15]、1991年（平成3年）11月開店[15]）

店舗面積584m2。
- 平得店（石垣市真栄里291-3[15]、1992年（平成4年）6月開店[15] - 2001年（平成13年）1月20日閉店[61]）

店舗面積819m2。
- 伊祖店 （浦添市伊祖2-19-3[15]、1992年（平成4年）7月23日開店[15]）

店舗面積1,485m2。
- 石川赤碕店（石川市石川2454-1[15]（現・うるま市）、1992年（平成4年）8月開店[15] - 2003年（平成15年）7月31日閉店[64]" />）

店舗面積958m2。
- 沖縄宮里店（沖縄市宮里486[15]、1993年（平成5年）2月開店[15]）

店舗面積826m2。
- とのしろ2号店（石垣市[15]、1993年（平成5年）4月開店[15]）

店舗面積653m2。
- 読谷店（中頭郡読谷村[15]、1993年（平成5年）10月開店[15]）

店舗面積1,794m2。
- 伊祖衣料館（浦添市[15]、1993年（平成5年）10月開店[15]）

店舗面積1,398m2。
- ジャスコ那覇店 （那覇市金城5-10-2[15]、1993年（平成5年）11月12日開店[15]）

店舗面積1,983m2。
- もとぶ店（国頭郡本部町大浜851-1[15]、1994年（平成6年）8月11日開店[15]）

店舗面積999m2。
- 宮古南店（平良市平良松原631[15]（現・宮古島市）、1994年（平成6年）11月19日開店[15]）

店舗面積979m2。
- とまりん店（那覇市前島3-25-5[15]、1995年（平成7年）4月開店[15] - 2003年（平成15年）8月閉店）

店舗面積643m2。
- とよみ店 （島尻郡豊見城村根差部710[15]（現・豊見城市）、1996年（平成8年）3月1日開店[15]）

店舗面積8,622m2。
- なご店（名護市宮里1592[15]、1996年（平成8年）4月26日開店[15]）

店舗面積2,932m2。
- アトール衣料館（島尻郡大里村仲間1155[15]（現・南城市）、1994年（平成6年）3月開店[15] - 2001年（平成13年）3月12閉店）

店舗面積826m2。
- 北谷店[15]（中頭郡北谷町吉原727[58]）
- コザ十字路店（沖縄市住吉1-1-4[58]）
- 長田店（那覇市長田1-6-1[58]）
- 大謝名店（宜野湾市字宇地泊108-1[58]）
- ビーバー美里店（沖縄市美里788[58]）
- ベスト電器糸満北店[15]（糸満市字兼城369-10[58]、1984年（昭和59年）3月開店[15]）

店舗面積547m2。
- ベスト電器与那原店[15]（島尻郡与那原町字与那原3845[58]）
- ベスト電器石川店[15]（石川市字石川白浜原113-1[58]（現・うるま市）、1985年（昭和60年）3月開店[15]）

店舗面積545m2。
- ベスト電器小禄西店[15]（那覇市[15]、1992年（平成4年）10月開店[15]）

店舗面積792m2。